# ورزشگاه پیتر موکابا
ورزشگاه پیتر موکابا (به انگلیسی: Peter Mokaba Stadium) یک ورزشگاه چند منظوره در آفریقای جنوبی است.
این استادیوم یکی از مراکز برگزاری بازیهای جام جهانی فوتبال ۲۰۱۰ است.